# Hyagnis basicristatus
Hyagnis basicristatus es una especie de escarabajo longicornio del género Hyagnis, subfamilia Lamiinae. Fue descrita científicamente por Breuning en 1949.
Se distribuye por India y Birmania. Posee una longitud corporal de 9-10,9 milímetros. El período de vuelo de esta especie ocurre en los meses de junio y julio.